# Jason Hickel
Jason Hickel (ur. 1982, Manzini, Eswatini ) – eswatyński antropolog, eseista, wykładowca akademicki, profesor Uniwersytetu Autonomicznego w Barcelonie. Krytyk kapitalizmu i proponent dewzrostu (postwzrostu) .

## Działalność naukowa
Uzyskał licencjat z antropologii w amerykańskim Wheaton College w 2004. Kontynuował naukę na Uniwersytecie Wirginii, gdzie uzyskał stopień magistra (2008), a następnie doktora (2011) . Pracował tam równolegle jako wykładowca na Wydziale Antropologii (2009–2010), a następnie w Instytucie Studiów Afro-amerykańskich i Afrykańskich im. Woodsona (2010–2011) . Później pracował jako asystent na Wydziale Antropologii w London School of Economics (2011–2017) , starszy wykładowca i asystent Wydziału Antropologii Uniwersytetu Goldsmiths w Londynie (2017–2021)  oraz profesor na Wydziale Antropologii Uniwersytetu Autonomicznego w Barcelonie (2021-2024) . Od 2024 wykłada w Instytucie Nauki i Technologii Środowiskowej przy tejże uczelni  .
Równolegle jest wizytującym starszym asystentem (ang. Visiting Senior Fellow) w International Inequalities Institute przy London School of Economics   i kieruje katedrą Światowej Sprawiedliwości i Środowiska na Uniwersytecie w Oslo  . Jest ponadto członkiem brytyjskiego Royal Society of Arts  , Królewskiego Instytutu Antropologicznego Wielkiej Brytanii i Irlandii  oraz Higher Education Academy . 
W ramach pierwszej swojej książki Democracy as Death: The Moral Order of Anti-Liberal Politics in South Africa (2015) podejmował wątki antykolonialnych działań ruchu robotniczego w Południowej Afryce .
Obecnie zajmuje się kwestiami związku nierówności społecznych i katastrofy ekologicznej ze światową ekonomią polityczną, które stanowią tematy jego książek: The Divide: A Brief Guide to Global Inequality and its Solutions (2017) oraz Less is More: How Degrowth Will Save the World (2020) . Druga z nich została wyróżniona jako jedna z najlepszych książek ekonomicznych roku 2020 przez Financial Times.
Jest redaktorem pisma World Development .

## Działalność doradcza
Członek Okrągłego Stołu ds. Klimatu i Makroekonomii (ang. Climate and Macroeconomics Roundtable) Amerykańskiej Narodowej Akademii Nauk . Członek rad doradczych: Nowego Zielonego Ładu dla Europy  , Komisji Rodneyów ds. Reparacji i Sprawiedliwości Redystrybucyjnej (ang. Rodney Commission on Reparations and Redistributive Justice)  , Komisji „Lancet” ds. Zrównoważonego Zdrowia (ang. Lancet Commission on Sustainable Health)   oraz przy ONZ jako specjalny sprawozdawca nt. skrajnego ubóstwa i praw człowieka (ang. UN Special Rapporteur on Extreme Poverty and Human Rights)  i jako statystyk do Raportu o Rozwoju Społecznym z 2020  .

## Działalność publicystyczna
Regularnie publikuje w takich mediach, jak „The Guardian”, „Foreign Policy”, Al Jazeera, Fast Company, „Prospect Magazine”, „Jacobin”, „Le Monde diplomatique”, „New Internationalist”, Red Pepper, Truthout i Monthly Review . Występował na łamach Los Angeles Times, National Public Radio, Doha Debates, BBC World Service, „Financial Times” i Sky News .

## Inne
Jest członkiem związku zawodowego .

## Nagrody i wyróżnienia
Jego działalność wykładowcza została nagrodzona The Association of Social Anthropologists  National Award for Excellence in Teaching Anthropology . Jego książka Mniej znaczy lepiej wymieniona została jako jedna z ekonomicznych książek roku 2020 przez magazyn „Financial Times”. Otrzymał granty naukowe od Fulbright-Hays , National Science Foundation , Wenner-Gren Foundation , Charlotte W. Newcombe Foundation , Leverhulme Trust , ERC Synergy , Horyzont Europa .

## Wybrane publikacje

### Monografie
- Jason Hickel: Less is More: How Degrowth Will Save the World. London: Penguin Random House UK, 2020, s. 320. ISBN 978-1-4735-8173-9.
- Jason Hickel: The Divide: Global Inequality and its Solutions. London: Penguin Random House UK, 2017, s. 368. ISBN 978-1785151125.
- Jason Hickel: Democracy as Death: The Moral Order of Anti-Liberal Politics in South Africa. Berkeley: University of California Press, 2015, s. 268. ISBN 978-0520284234.

### Redakcja
- Hierarchy and Value: Comparative Perspectives on Moral Order. Jason Hickel, Naomi Haynes (red.). Berghahn Press, 2018, s. 170. ISBN 978-1-78533-997-4.
- Hierarchy, Value, and the Value of Hierarchy. „Social Analysis: The International Journal of Social and Cultural Practice”. vol. 60, no. 4, s. 133, 2016. Jason Hickel, Naomi Haynes (red.). ISSN 0155-977X.
- Ekhaya: The Politics of Home in KwaZulu-Natal, South Africa. Jason Hickel, Meghan Healy (red.). University of KwaZulu-Natal Press, 2014, s. 288. ISBN 978-1869142544.